# Generali Ladies Linz 2006
Il Generali Ladies Linz 2006 è stato un torneo di tennis giocato sul cemento indoor. È stata la 20ª edizione del Generali Ladies Linz, che fa parte della categoria Tier II nell'ambito del WTA Tour 2006. Si è giocato a Linz, in Austria, dal 24 ottobre al 30 ottobre 2006.

## Campionesse

### Singolare
Marija Šarapova ha battuto in finale  Nadia Petrova con il punteggio di 7–5, 6–2

### Doppio
Lisa Raymond /  Samantha Stosur hanno battuto in finale  Corina Morariu /  Katarina Srebotnik con il punteggio di 6–3, 6–0